# Себеш
Се́беш (рум. Sebeș, венг. Szászsebes, нем. Mühlbach) — город в Румынии, в жудеце Алба.

## География
Город расположен в центре исторической области Трансильвания. Расположен на реке Муреш,в 15 км от города Алба-Юлия, в 115 км от города Клуж-Напока.

## Экономика
Сегодня Себеш является городом с динамично развивающейся экономикой. За последние 10 лет было вложено много иностранных инвестиций. Главными отраслями промышленности являются обработка древесины и производство изделий из кожи.

## Население
На 2009 год население города составляет 29458 человек.
Национальный состав:
- Румыны — 90,54%
- Цыгане — 7%
- Немцы — 1,52%
- Венгры — 0,77%
- Прочие — 0,17%

В 2016 году население города составляло 32 531 человек.

## Достопримечательности
- Евангелическая церковь (1250 год)
- Капелла Св. Якова (XIV в.)

## Известные люди
- Янош Запольяи — венгерский государственный деятель, князь Трансильвании и король Венгрии.
- Лучиан Блага — румынский поэт, переводчик, драматург, журналист, профессор университета, дипломат, философ, одна из крупнейших фигур румынской культуры XX в. Жил в Себеше много лет своей жизни.
- Александру Роман — румынский журналист, редактор, педагог, деятель культуры, член-корреспондент, один из основателей Румынской академии.

## Галерея

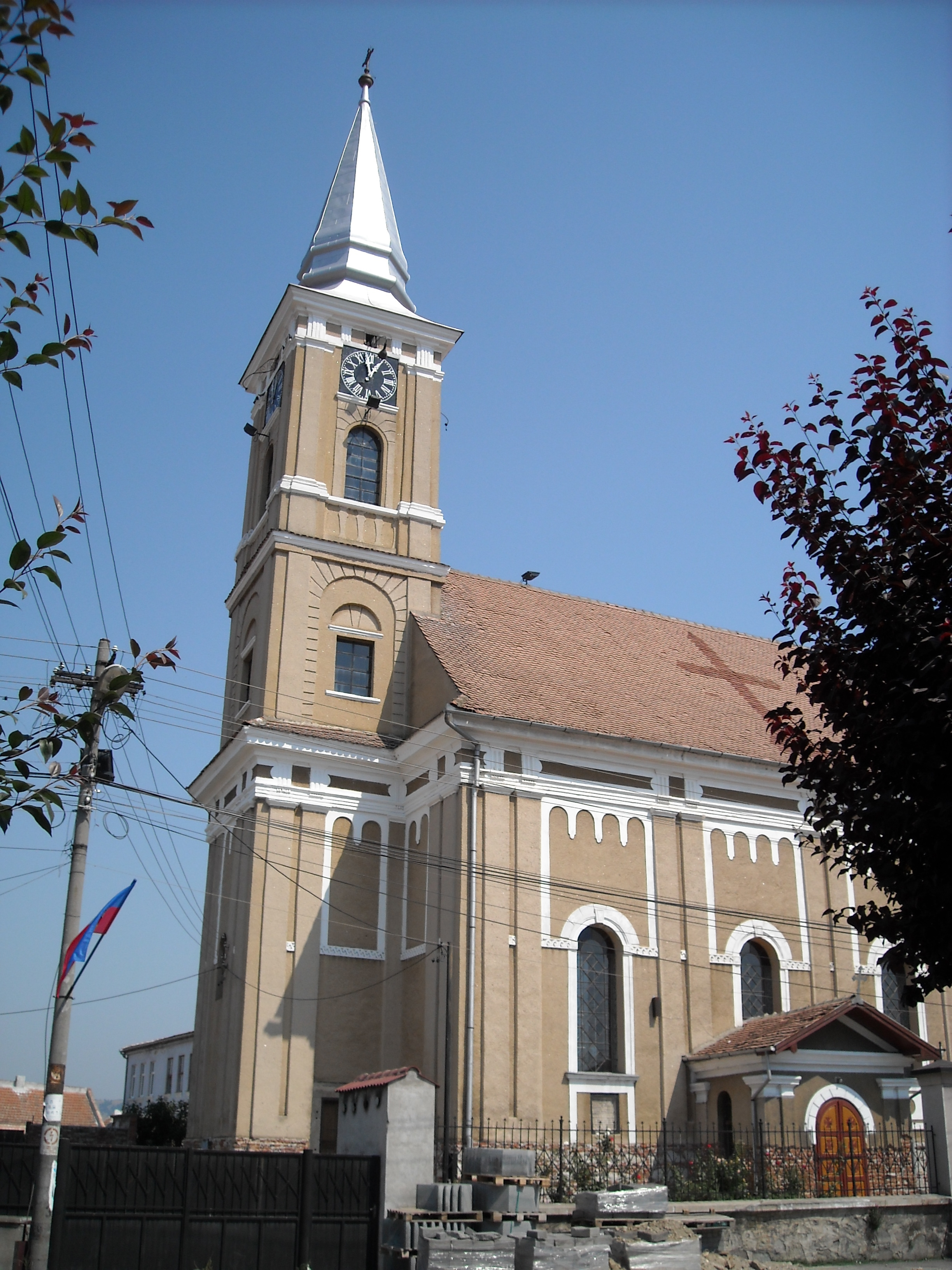
Православная церковь
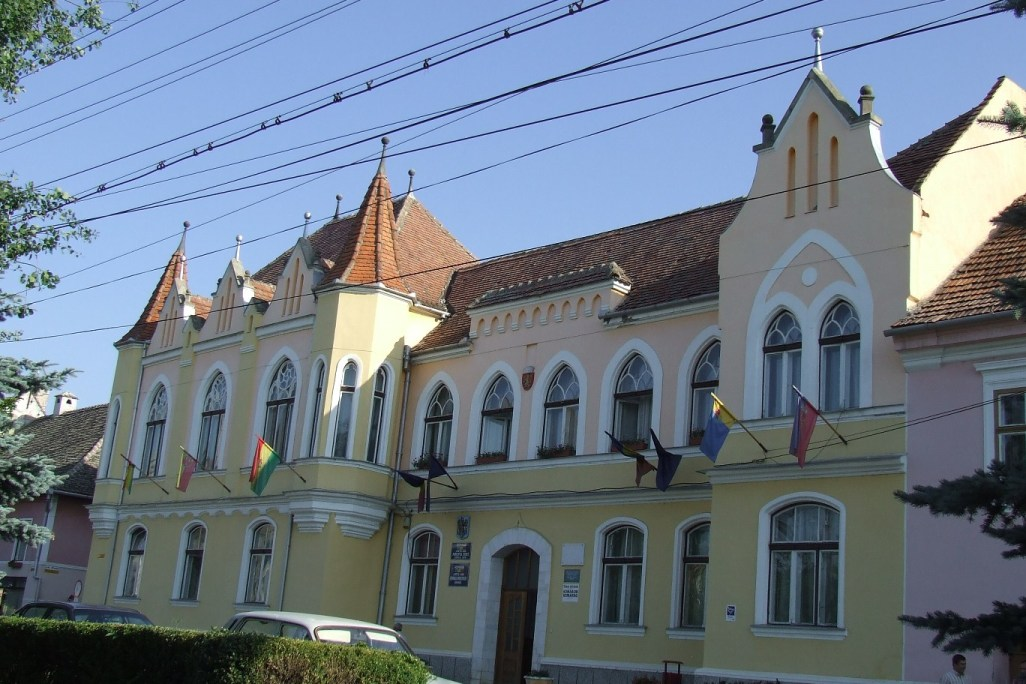
Администрация
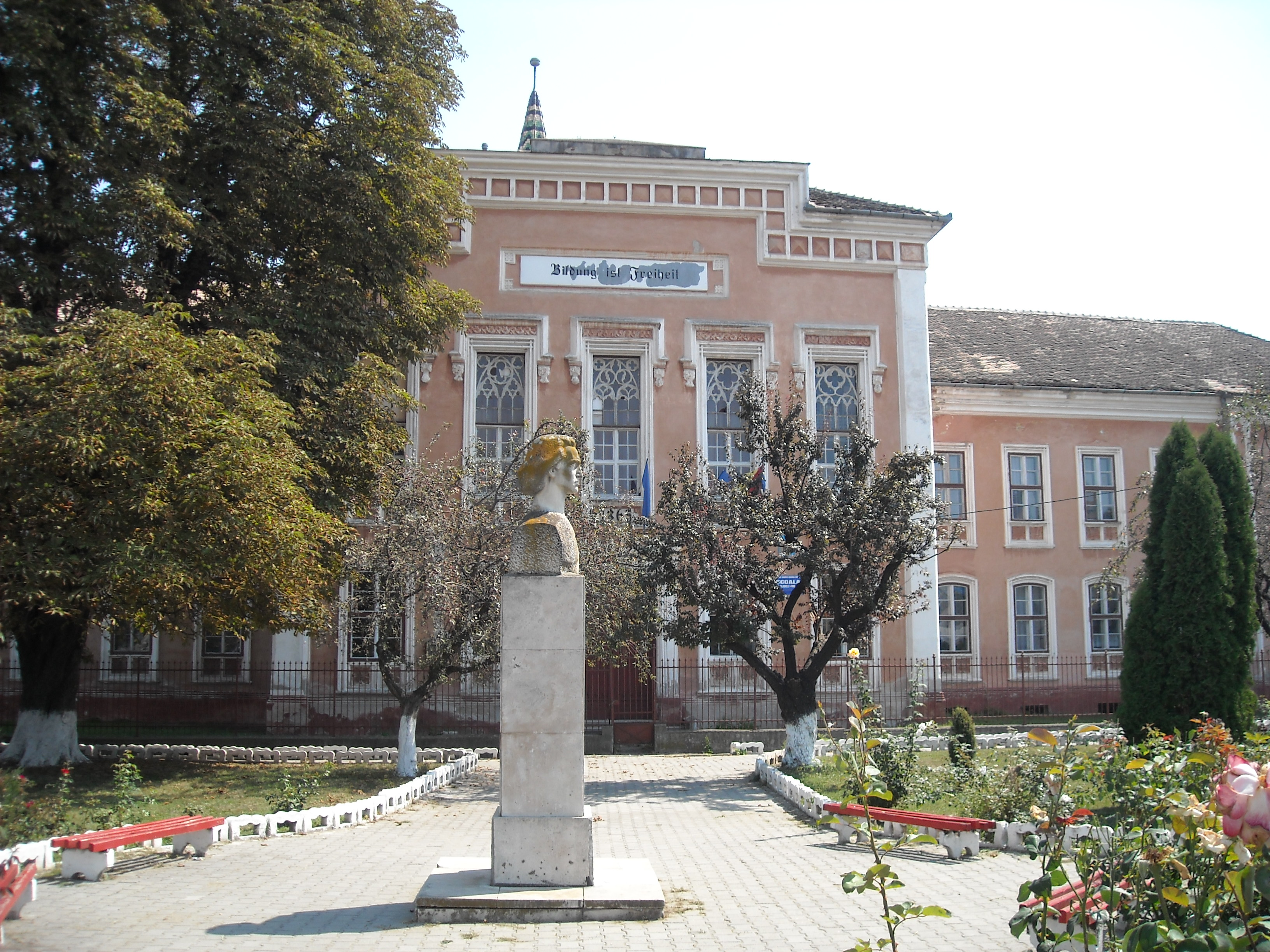
Городская гимназия
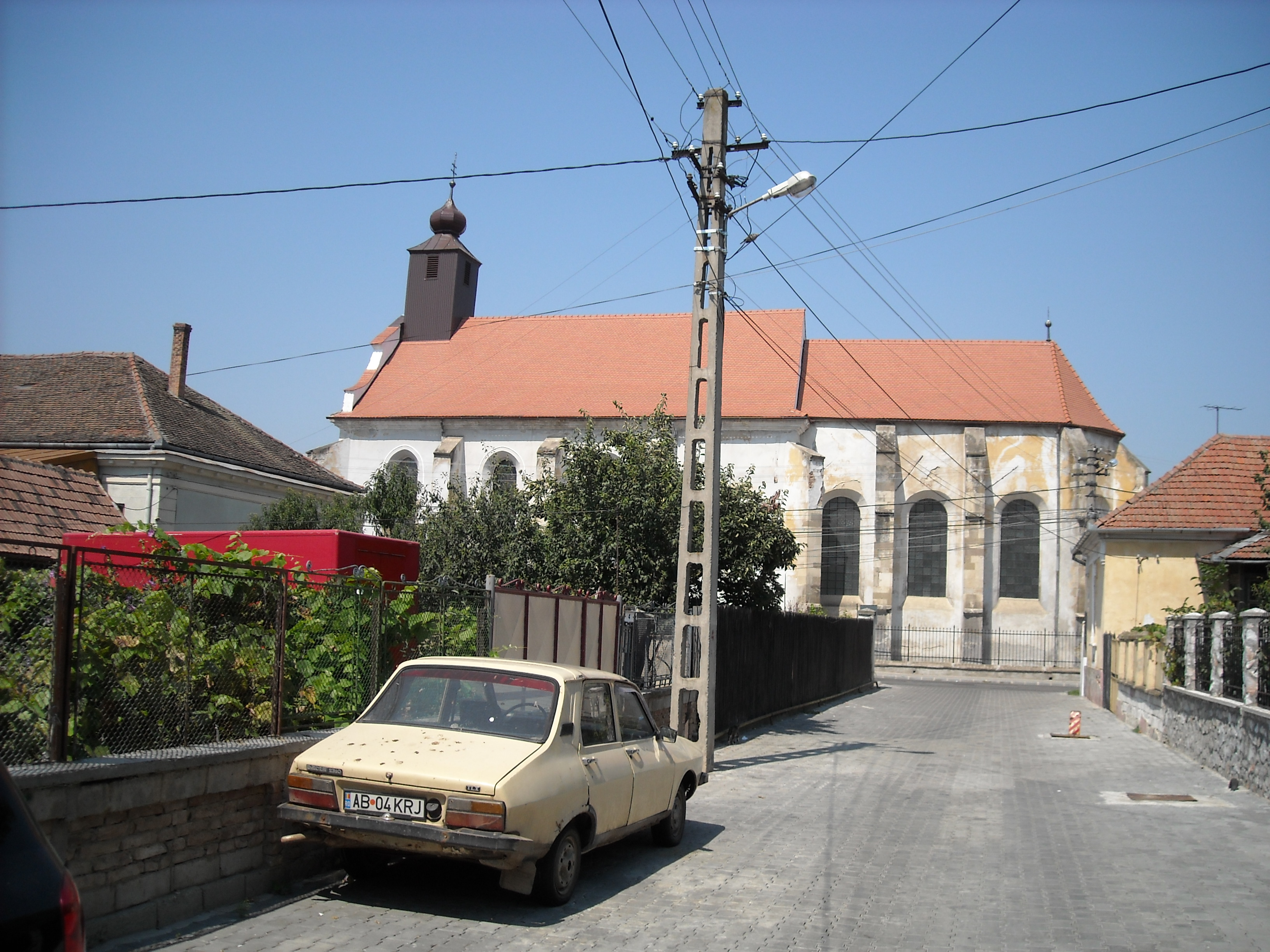
Римско-католическая церковь

## Города-побратимы
- Комарно (Словакия)
- Комаром (Венгрия)
- Бюдинген (Германия)